# Album phòng thu
Album phòng thu là album gồm các bài hát được thu âm trong môi trường có kiểm soát của một phòng thu ghi âm, nó trái ngược với một album được ghi âm trực tiếp được thực hiện tại một địa điểm biểu diễn hay một album tổng hợp hoặc album được phát hành lại. Một album phòng thu thường được lập kế hoạch và dự kiến trước, và có thể mất từ vài ngày đến nhiều năm để hoàn thành.
Với công nghệ thu âm hiện đại, các nhạc sĩ có thể được ghi âm trong các phòng riêng biệt hoặc vào những thời điểm khác nhau trong khi nghe các phần khác bằng cách dùng tai nghe; với mỗi phần được thu lại là một ca khúc riêng biệt.